# Édouard Daladier
Pour les articles homonymes, voir Daladier.
Édouard Daladier, né le 18 juin 1884 à Carpentras (Vaucluse) et mort le 10 octobre 1970 à Paris, est un homme d'État français, figure du Parti radical socialiste et de la IIIe République pendant l'entre-deux-guerres.
Député de Vaucluse, il est de nombreuses fois ministre, dont ministre de la Guerre en 1933-1934 puis entre juin 1936 et mai 1940, et trois fois président du Conseil : en 1933, brièvement début 1934 puis entre avril 1938 et mars 1940. À la tête du gouvernement, il signe les accords de Munich.
Emprisonné en France puis en Allemagne pendant l'Occupation, il redevient député après la guerre, siégeant jusqu'en 1958. Durant sa carrière politique, il a aussi été maire de Carpentras (1912-1919) puis d'Avignon (1953-1958).

## Biographie

### Origines et formation
Fils de Claude Daladier, boulanger de Carpentras, et de Rose Maurier, Édouard Daladier a un frère aîné, Gustave, qui reprendra le métier paternel. Lui-même suit les cours de khâgne d'Édouard Herriot au lycée Ampère de Lyon. En 1909, il est reçu premier à l'agrégation d'histoire-géographie, étant destiné à devenir « un excellent professeur » selon un membre du jury. Il est nommé professeur d'histoire au lycée de garçons de Nîmes en 1909, puis professeur adjoint d'histoire et géographie au lycée Saint-Charles (annexe du lycée impérial, futur lycée Thiers), à Marseille.
En 1919, il épouse à Paris Madeleine Laffont — l'artiste peintre Angèle Delasalle est témoin du mariage.

### Débuts en politique

Édouard Daladier en 1924.

En 1912, il est élu maire de Carpentras. Il part pour le front dès novembre 1914 comme sergent au 1er régiment étranger d'infanterie, puis passe au 209e d'infanterie en janvier 1916. Nommé sous-lieutenant le 10 avril 1916, il est affecté au 83e d'infanterie en avril 1917. Il revient en 1918 avec le grade de lieutenant et trois citations à l'ordre de la 34e DI: il obtient la légion d'honneur comme capitaine de réserve en décembre 1928.
Après un premier échec en 1914, Daladier est élu député radical de Vaucluse de 1919 à 1940. Il est président du Parti radical de 1927 à 1930, puis de 1936 à 1938. Combatif et pugnace, Daladier est surnommé « le taureau de Vaucluse » en politique.
Il participe aux gouvernements du Cartel des gauches (1924-1926) et des années qui suivent comme ministre des Colonies (1924), de la Guerre (1925), de l’Instruction publique (1926) et des Travaux publics (trois fois entre 1930 et 1932). Il est lui-même nommé président du Conseil en 1933, puis en 1934, mais cette dernière année, il doit démissionner à la suite de l'émeute pré-insurrectionnelle du 6 février 1934.
Lors du congrès radical de Nantes en 1934, il lance le thème des « Deux cents familles », repris par l'extrême droite et par les communistes : « Deux cents familles sont maîtresses de l'économie française et, en fait, de la politique française. »
Chef du Parti radical, il participe au rassemblement de la gauche pour les élections de juin 1936, ce qui permet ainsi l'alliance du Parti communiste (PC-SFIC), de la Section française de l'Internationale ouvrière (SFIO) et des radicaux. Il devient vice-président du Conseil et ministre de la Défense nationale dans le gouvernement du Front populaire de 1936 à 1937.
Il est à nouveau président du Conseil le 10 avril 1938. Il intervient rapidement sur le front de la monnaie, par une entente avec les trésoreries américaine et britannique, pour laisser glisser le franc jusqu'à une parité de 179 francs pour une livre (contre 147,28 au 1er janvier 1938) et ensuite stabiliser cette parité.
Voulant réserver l'emploi aux travailleurs français, il promulgue le décret-loi du 2 mai 1938 sur la police des étrangers, qui est complété par celui du 12 novembre 1938. Ce dernier prévoit l’internement des « indésirables étrangers » ; 
Ce décret-loi est élargi par la loi du 18 novembre 1939 qui permet l’internement « de tout individu, Français ou étranger, considéré comme dangereux pour la défense nationale ou la sécurité publique », à l'époque surtout des juifs d'Europe centrale, ce que certains nomment un « Vichy avant Vichy ». Dès 1939, les camps d'internement français détiennent aussi des réfugiés de la guerre civile espagnole,, puis des gens du voyage.
En novembre 1938, il prend des décrets-lois, appelés par ses opposants les « décrets misères », qui reviennent sur des mesures du Front populaire. Daladier qualifie la loi sur les 40 heures de « loi de paresse et de trahison nationale ». En réaction, des grèves ouvrières se déroulent dans le Nord, à Marseille, à Lyon et en Lorraine. La direction de Renault licencie 28 000 ouvriers pour « rupture du contrat de travail ». La CGT décide alors d’une grève générale pour le 30 novembre. Le gouvernement réquisitionne des transports et envoie des troupes devant les entrées d'usines. Le 1er décembre, 36 000 ouvriers sont licenciés dans l'aéronautique et les arsenaux, 8 000 dans la chimie et l'automobile. Plus de la moitié sont des responsables syndicaux de la CGT. Six mois plus tard, 40 % des grévistes n'ont pas retrouvé de travail.

### Accords de Munich
Instigateur le 7 juin 1933 du « pacte quadripartite », signé avec le Royaume-Uni, l'Allemagne et l'Italie pour favoriser l'intégration de l'Allemagne du chancelier Hitler au sein de la Société des Nations, il est signataire, au nom de la France, en tant que président du Conseil, avec Chamberlain, des accords de Munich le 30 septembre 1938, qui livrent la République Tchèque ('Sudètes') et son industrie à Hitler.

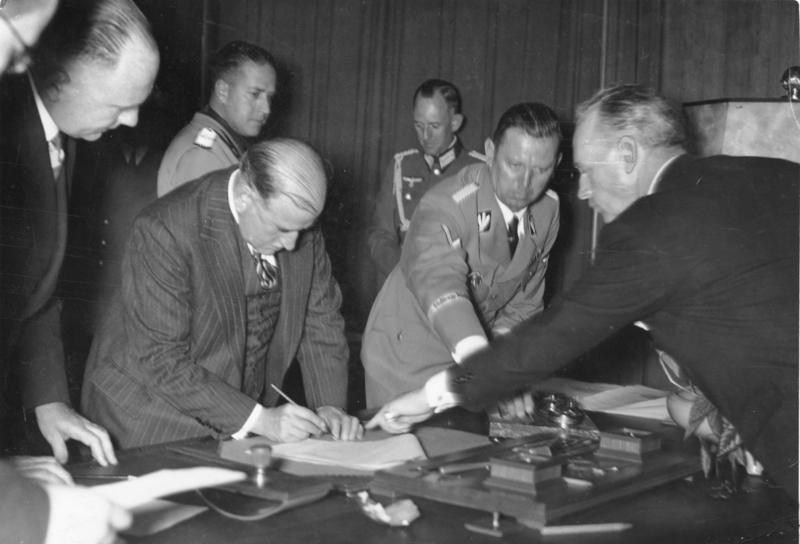
Daladier signe les accords de Munich.

La guerre avec l'Allemagne lui semble inéluctable, Daladier ne croyant guère dans la promesse allemande de mettre un terme à ses revendications territoriales. Cependant, il lui semble impossible de faire entrer la France en guerre, faute du soutien de la Grande-Bretagne partisane d'une politique d'apaisement menée par Chamberlain et Lord Halifax et de l'opinion publique française, animée par un fort courant pacifiste. En outre, l’état-major français déplore la faiblesse de son aviation, ce qui lui laisse penser que la France ne ferait pas le poids pour vaincre seule l'Allemagne. Tout cela pousse Daladier à ratifier ces accords issus d'une rencontre qu'il qualifie ensuite de « traquenard ».

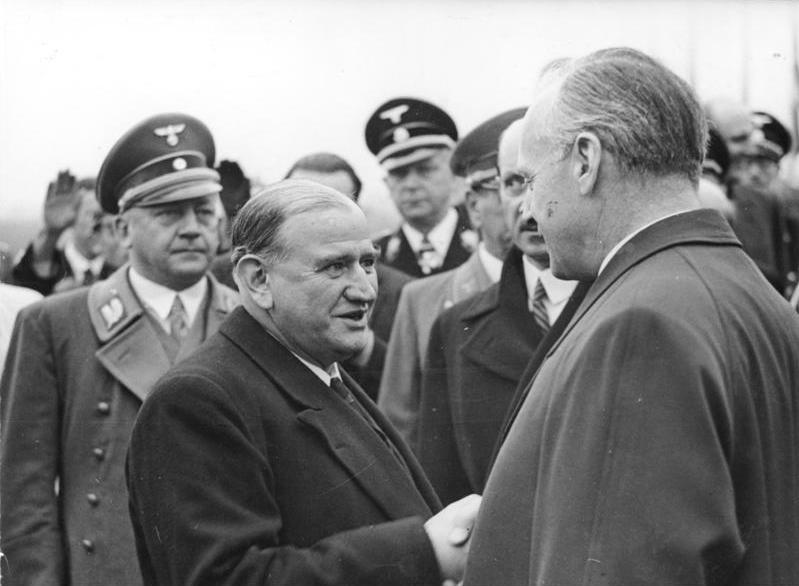
Daladier, président du Conseil, quitte Munich pour Paris le 30 septembre 1938 après la signature des accords de Munich.
Il salue le ministre allemand des Affaires étrangères Ribbentrop de dos.

Après la signature des accords, à son retour en France, Daladier imagine qu'il sera hué pour avoir cédé à Hitler, les accords de Munich octroyant aux Nazis une partie de la Tchécoslovaquie à compter du 1er novembre 1938 (région des Sudètes, partie de la Tchécoslovaquie peuplée par des germanophones, anciens citoyens autrichiens devenus tchécoslovaques en novembre 1918, lors de la création de la République de Tchécoslovaquie) sans contreparties significatives, sinon de vagues promesses de paix. À sa grande surprise, il est acclamé à sa sortie de l'avion au Bourget par une foule, qui le perçoit comme le sauveur de la paix. Il aurait alors marmonné devant le diplomate Alexis Leger (Saint-John Perse) : 
« Ah les cons ! S'ils savaient ».
Dans ses Mémoires, Daladier dira de façon plus modérée : « Je m'attendais à recevoir des tomates et j'ai reçu des fleurs. »
Le 15 mars 1939, l'armée allemande envahit la partie tchèque de la Tchécoslovaquie, soit l'ancienne Bohême et la Moravie. En août 1939, Daladier rappelle le général Weygand au service actif.
Le 3 septembre 1939, Daladier proclame la déclaration de guerre à l'Allemagne à la suite de l'invasion de la Pologne le 1er septembre. Cette déclaration de guerre a lieu dans l'après-midi,  quelques heures après celle de la Grande-Bretagne. 
Le 13 septembre, il remanie son cabinet et forme son cinquième cabinet.
Par ailleurs, en constatant l'existence du pacte germano-soviétique du 23 août 1939 et l'invasion soviétique de la Pologne conjointement avec les Nazis, il prend des mesures à l'encontre du Parti communiste français (PCF), considéré par le gouvernement comme une organisation susceptible de trahir : la presse communiste est mise hors la loi avec le décret du 26 août 1939 portant interdiction de parution de L'Humanité, puis le parti communiste français est dissous et interdit le 26 septembre 1939 également par décret et enfin les élus communistes sont déchus de leurs mandats par décret-loi le 26 novembre 1939.
À la suite de la guerre d'hiver contre la Finlande, lancée par l’Union soviétique (novembre 1939 - mars 1940), et de la non-intervention de la France, Daladier est renversé le 20 mars 1940. Il est, néanmoins, présent en tant que ministre de la Défense nationale et de la Guerre dans le cabinet de son successeur, Paul Reynaud.

### Tentative de poursuivre le combat et prison
Le 10 mai 1940, lors de l'attaque allemande contre la Belgique et les Pays-Bas, une crise gouvernementale éclate aboutissant à la démission de Paul Reynaud. Daladier et le généralissime Gamelin sont les adversaires de Reynaud, qui a en tête de remplacer Gamelin. À cause du déclenchement de l'offensive allemande, le président Albert Lebrun refuse la démission du gouvernement. Daladier, qui a eu, dans les jours précédents, le projet de se rendre à Bruxelles, pour inciter le gouvernement belge et le roi à déclarer la guerre à l'Allemagne, n’exécute pas ce projet, devenu dépassé. 
En effet, dès le 10 mai, le roi et le gouvernement belge ont refusé l'ultimatum allemand, qui souhaitait faire traverser la Belgique par la Wehrmacht afin d'attaquer la France. Ce que Daladier ignore ou ce dont il ne veut pas tenir compte, c'est que le général Gamelin, comme le révèlent ses mémoires, était en communication secrète avec le roi Léopold III depuis 1938. Tous les renseignements dont l'état-major belge et le roi pouvaient disposer sur les plans d'attaque allemands étaient communiqués à Paris. 
Cependant, en dépit des avertissements relatifs aux intentions allemandes d'attaquer par les Ardennes vers Sedan, Gamelin maintient son plan établi en fin 1938 de faire entrer l'armée française en Belgique pour se porter au secours de la Belgique et des Pays-Bas.
Daladier obtient, néanmoins, de rencontrer Léopold III, le 12 au Casteau, sur la frontière franco-belge. À ce moment-là, le roi, qui avait quitté la capitale depuis le 10 mai pour rejoindre l'état-major belge au quartier général de Breendonck, au nord de Bruxelles, a déjà accepté de se soumettre aux ordres de l'état-major français. D'ailleurs, le général Champon, officier de liaison de Gamelin, est présent au côté de l'état major belge dès le 10 mai. Au demeurant, l'encombrement des routes et des voies ferrées envahies par les réfugiés, qui côtoient les régiments français montant vers le nord, rend dangereux le voyage de Daladier en direction de la Belgique, voire impossible. En outre, l'espace aérien belge est interdit à tout appareil qui n'est pas un avion de combat. Cette situation contredit certaines affirmations selon lesquelles Daladier serait accouru à Bruxelles pour tenter de convaincre les Belges de résister.
À la fin du premier jour d'hostilités, les Néerlandais battent en retraite précipitamment et laissent l'armée belge à découvert au nord, et les défenses françaises et belges sont enfoncées dans les Ardennes après seulement trois jours de combat. 
Trois semaines plus tard, le rembarquement britannique de Dunkerque laisse les Belges à découvert au sud. L'armée allemande s'apprête à déferler vers le sud. Dans ces conditions, l'autorité des ministres français ne peut se maintenir que s'ils se soustraient à l'avancée allemande. Alors que huit millions de réfugiés sont jetés sur les routes, Daladier embarque à Bordeaux avec d'autres hommes politiques, dont Pierre Mendès France et Jean Zay, à bord du paquebot Massilia à destination du Maroc pour « poursuivre la lutte ». À son arrivée, il est mis en état d'arrestation en attendant d’être rapatrié en France au début d'août. Interné sans jugement, il comparaît au procès de Riom avec Léon Blum et d'autres hommes politiques et officiers d'état-major, accusés d'être responsables de la défaite. Le procès, tournant à l'avantage des accusés, est interrompu « pour supplément d'information ». Daladier est détenu au château de Chazeron et au fort du Portalet.
Après l'invasion le 11 novembre 1942 par les Allemands de la zone libre, les Allemands exigent que Daladier leur soit livré, afin de le déporter. Interné le 4 avril 1943 dans la région de Weimar, à proximité du camp de Buchenwald, il est transféré le 2 mai 1943 au château d'Itter, dans le Tyrol. Il y reste détenu en compagnie de Léon Jouhaux et de sa compagne Augusta Bruchlen, de Paul Reynaud avec sa collaboratrice et future épouse Christiane Mabire, des généraux Gamelin et Weygand, du colonel de la Rocque, de Michel Clemenceau et de Jean Borotra. La cohabitation y est difficile, en raison de forts différends politiques entre ces diverses personnalités. 
Ils sont libérés par les Américains deux ans plus tard, le 5 mai 1945.

### Après la Seconde Guerre mondiale

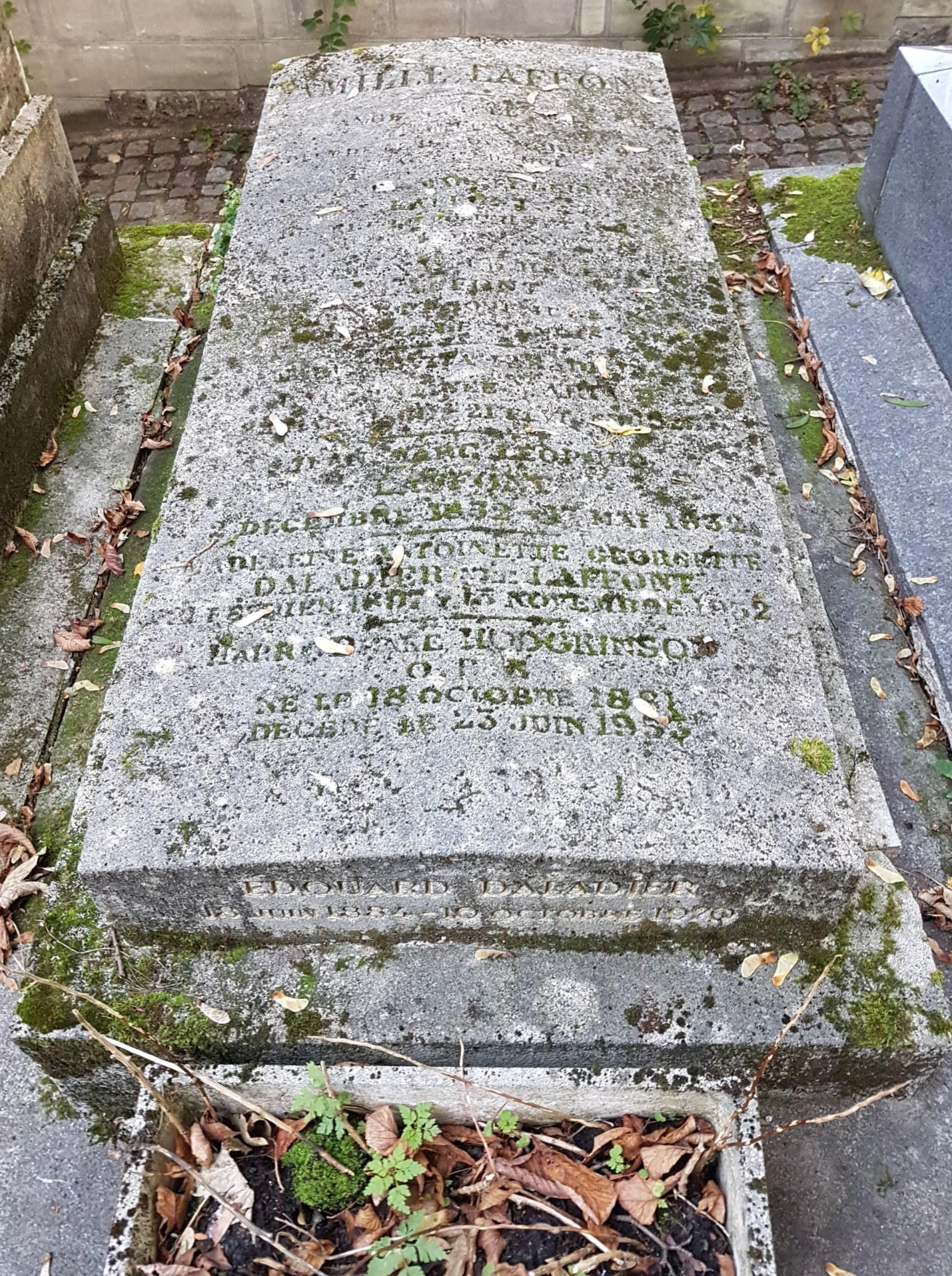
Vue de la sépulture.

Il se présente aux élections d'octobre 1945 pour la première Assemblée nationale constituante mais il n'est pas alors élu ; il l'est à la seconde Constituante en juin 1946. Réélu député aux élections législatives de novembre 1946, il conserve son mandat lors des élections de 1951 et de 1956 et conquiert également la mairie d'Avignon en 1953. Il soutient le gouvernement de Pierre Mendès France et sa tentative de rénovation du Parti radical. Avec d'autres figures « orthodoxes » du Parti radical, il est l'un des animateurs du congrès extraordinaire de mai 1955.
Il préside en 1957 le Rassemblement des gauches républicaines. En 1958, il vote contre l'investiture du général de Gaulle et l'attribution des pleins pouvoirs au gouvernement. Arrivé en troisième position au premier tour des élections législatives de novembre 1958, il ne maintient pas sa candidature pour le second tour. Il démissionne alors de son mandat de maire d'Avignon.
Il meurt à Paris le 10 octobre 1970. Il est inhumé au cimetière du Père-Lachaise à Paris (division 72).

### Vie privée
Deux fils sont issus de son premier mariage avec Madeleine Laffont : Jean Daladier (1922-2012), résistant, converti au catholicisme et architecte, et Pierre Daladier (1925-1983). Jean est inhumé dans le caveau de son père.
Jeanne Boucoiran, sa seconde épouse depuis 1951, est morte en 1987 à l'âge de 83 ans.

## Détail des fonctions ministérielles
- Ministre des Colonies du 14 juin 1924 au 17 avril 1925 dans le gouvernement Édouard Herriot (1)
- Ministre de la Guerre du 29 octobre au 28 novembre 1925 dans le gouvernement Paul Painlevé (3)
- Ministre de l'Instruction publique et des Beaux-Arts du 28 novembre 1925 au 9 mars 1926 dans le gouvernement Aristide Briand (8)
- Ministre de l'Instruction publique et des Beaux-Arts du 19 au 23 juillet 1926 dans le gouvernement Édouard Herriot (2)
- Ministre des Travaux publics du 21 février au 2 mars 1930 dans le gouvernement Camille Chautemps (1)
- Ministre des Travaux publics du 13 décembre 1930 au 27 janvier 1931 dans le gouvernement Théodore Steeg
- Ministre des Travaux publics du 3 juin au 18 décembre 1932 dans le gouvernement Édouard Herriot (3)
- Président du Conseil et ministre de la Guerre du 31 janvier 1933 au 24 octobre 1933 dans le gouvernement Édouard Daladier (1)
- Ministre de la Guerre du 26 octobre 1933 au 30 janvier 1934 dans les gouvernements Albert Sarraut (1) et Camille Chautemps (2)
- Président du Conseil et ministre des Affaires étrangères du 30 janvier au 9 février 1934 dans le gouvernement Édouard Daladier (2) et du 13 septembre 1939 au 20 mars 1940 dans le gouvernement Édouard Daladier (5)
- Ministre de la Défense nationale du 4 juin 1936 au 10 avril 1938 dans les gouvernements Léon Blum (1), Camille Chautemps (3), Camille Chautemps (4) et Léon Blum (2)
- Président du Conseil et ministre de la Défense nationale du 10 avril 1938 au 21 mars 1940 des gouvernements Édouard Daladier (3), (4) et (5)
- Ministre de la Défense du 21 mars au 18 mai 1940 dans le gouvernement Paul Reynaud
- Ministre des Affaires étrangères du 18 mai au 5 juin 1940 dans le gouvernement Paul Reynaud

## Distinctions
- Chevalier de la Légion d'honneur à titre militaire (décret du 28 décembre 1928)[6]
- Croix de guerre 1914–1918 avec trois étoiles d'argent (3 citations à l'ordre de la division)[5]
- Chevalier grand-croix de l'ordre de Saint-Michel et Saint-Georges (Royaume-Uni), décerné le 20 juillet 1938[28]

## Publications
- Journal de captivité : 1940-1945 (texte établi par et préface de Jean Daladier ; annoté par Jean Daridan), Paris, Calmann-Lévy, 1991, 381 p. (ISBN 2-7021-1936-0, présentation en ligne)
- Préface de Gabrielle Vassal, Mon séjour au Congo français, 1925

## Sources primaires
Les papiers personnels d'Édouard Daladier sont conservés aux Archives nationales sous la cote 496AP/68.

## Pour approfondir